# 2022년 FIFA 월드컵 예선 대륙간 플레이오프
2022년 FIFA 월드컵 예선 대륙간 플레이오프는 각 대륙 예선전에서 대륙간 플레이오프에 진출한 4개 국가대표팀 가운데 2022년 FIFA 월드컵 본선에 진출할 2개 국가대표팀을 가리는 대회이다.

## 방식
원래는 2022년 3월에 홈 앤드 어웨이 방식으로 열릴 예정이었으나 국제 축구 연맹(FIFA)이 코로나19 범유행의 여파를 고려하여 A매치 일정을 조정함에 따라 변경되었고 2021년 11월 19일에 FIFA가 대륙간 플레이오프를 2022년 6월 13일과 14일에 중립 지대인 카타르에서 단판 승부 형식으로 변경하여 시행한다고 선언하였다.
유럽과 아프리카를 제외한 4개 대륙에서 추첨을 통해 대진을 결정한다. 2021년 11월 26일에 스위스 취리히에서 열린 추첨을 통해 아시아 대 남미, 북중미 대 오세아니아의 대진표가 확정되었다. 대륙간 플레이오프 승자는 본선 조 추첨에서 4포트로 들어간다.

## 참가국
다음 4개의 국가대표팀이 참가한다.
| 지역         | 순위                       | 팀             |
| ------------ | -------------------------- | -------------- |
| 아시아       | 4차 예선 (플레이오프) 승자 | 오스트레일리아 |
| 북중미카리브 | 3차 예선 4위               | 코스타리카     |
| 남미         | 지역 예선 5위              | 페루           |
| 오세아니아   | 결승전 승자                | 뉴질랜드       |

## 경기 결과
| 팀 1           | 결과                 | 팀 2     |
| -------------- | -------------------- | -------- |
| 오스트레일리아 | 0-0(연) 5(승부차기)4 | 페루     |
| 코스타리카     | 1-0                  | 뉴질랜드 |

### AFC vs CONMEBOL 대륙간 플레이오프
| 오스트레일리아 | 0 - 0 (연장전) | 페루 |
| -------------- | -------------- | ---- |
|                |                |      |
| 승부차기       |                |      |
|                | 5 - 4          |      |

오스트레일리아가 0-0, 승부차기 5-4 승리로 2022년 FIFA 월드컵 본선에 진출하였다.

### CONCACAF vs OFC 대륙간 플레이오프
| 코스타리카   | 1 – 0 | 뉴질랜드 |
| ------------ | ----- | -------- |
| 조엘 캠벨 3′ |       |          |

코스타리카가 1-0 승리로 2022년 FIFA 월드컵 본선에 진출하였다.